# Hühnerstein (Wasgau)
Der Hühnerstein ist ein 455,7 m ü. NHN hoher Berg im südlichen Pfälzerwald. Er liegt im rheinland-pfälzischen Landkreis Südwestpfalz im Dahner Felsenland, das zum Wasgau gehört, der vom Südteil des Pfälzerwalds gebildet wird. Der Berg ist vollständig bewaldet. Am Gipfel befindet sich ein etwa 12 Meter hoher Felsenturm mit einer Aussichtsplattform, die über eine gesicherte Leiter erreicht werden kann.

## Lage
Über den Hühnerstein verläuft die Gemarkungsgrenze der Gemeinden Hauenstein im Westen und Schwanheim im Osten. Der Berg ist Teil eines langgezogenen Bergkammes, der vom Weimersberg (378,1 m) bei Hauenstein im Norden in südlicher Richtung mit den Bergen Soldatenkopf (364,3 m), Hülsenberg (447,2 m), Hühnerstein und Hahnenstein (468,3 m) zum Wolfshorn (476,7 m) westlich von Schwanheim verläuft. Der Bergkamm wird im Westen durch das Quelltal der Queich und dem Tal des Gillenbachs, der schon in Hauenstein in die Queich mündet, begrenzt. Im Osten liegen Quelltäler des Lugbachs, des Schwanheimer Bachs und des Rimbachs, die sich letztendlich ebenfalls in die Queich entwässern.

## Zugang und Wandern
Der Berg liegt im Wandergebiet Dahner Felsenland und ist über Wanderwege gut erschlossen. Der kürzeste Aufstieg kann von Schwanheim aus innerhalb von 30 Minuten erfolgen. Mit dem Hauensteiner Schusterpfad oder dem Rimbach-Steig führen markierte lokale Wanderwege über den Berg. Bewirtschaftete Hütten des Pfälzerwald-Vereins in unmittelbarer Nähe sind die Wasgauhütte und das Wanderheim Dicke Eiche.

## Geschichte
Der Name des Hühnersteins ist vermutlich von „Hunnenstein“ oder „Hünenstein“ abgeleitet. Die Ortsgruppe Hauenstein des Pfälzerwaldvereins errichtete im Jahr 1970 die Aufstiegsleiter und installierte 1997 auf der Aussichtsplattform eine Windrose. Im Jahr 2007 wurde als Gemeinschaftsaktion der Gemeinde Hauenstein und des Forstamtes Hinterweidenthal die Aufstiegsleiter mit Absturzsicherung erneuert, sowie der Felsen forstwirtschaftlich freigestellt, um eine bessere Aussicht sicherzustellen.

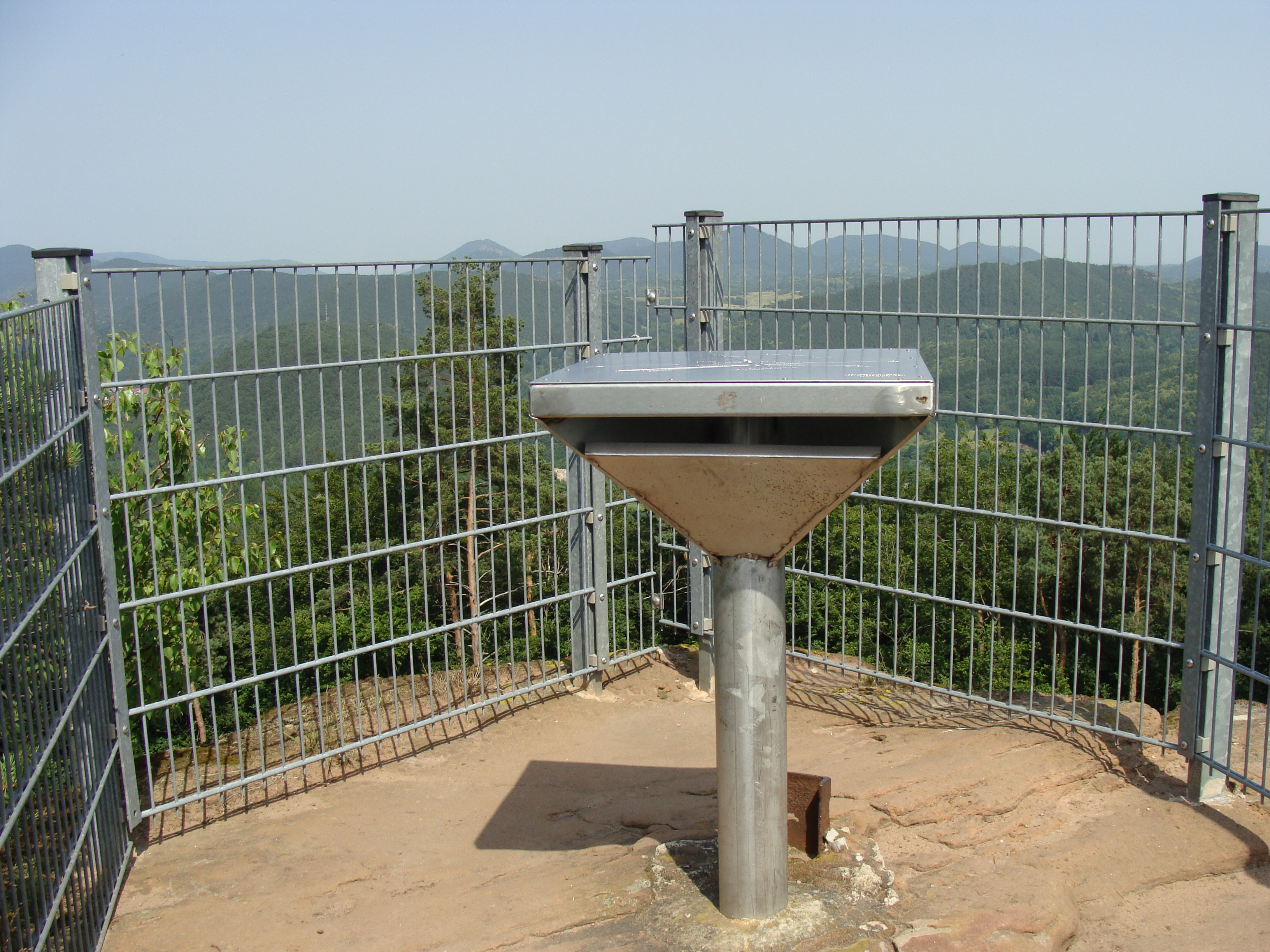
Aussichtsplattform
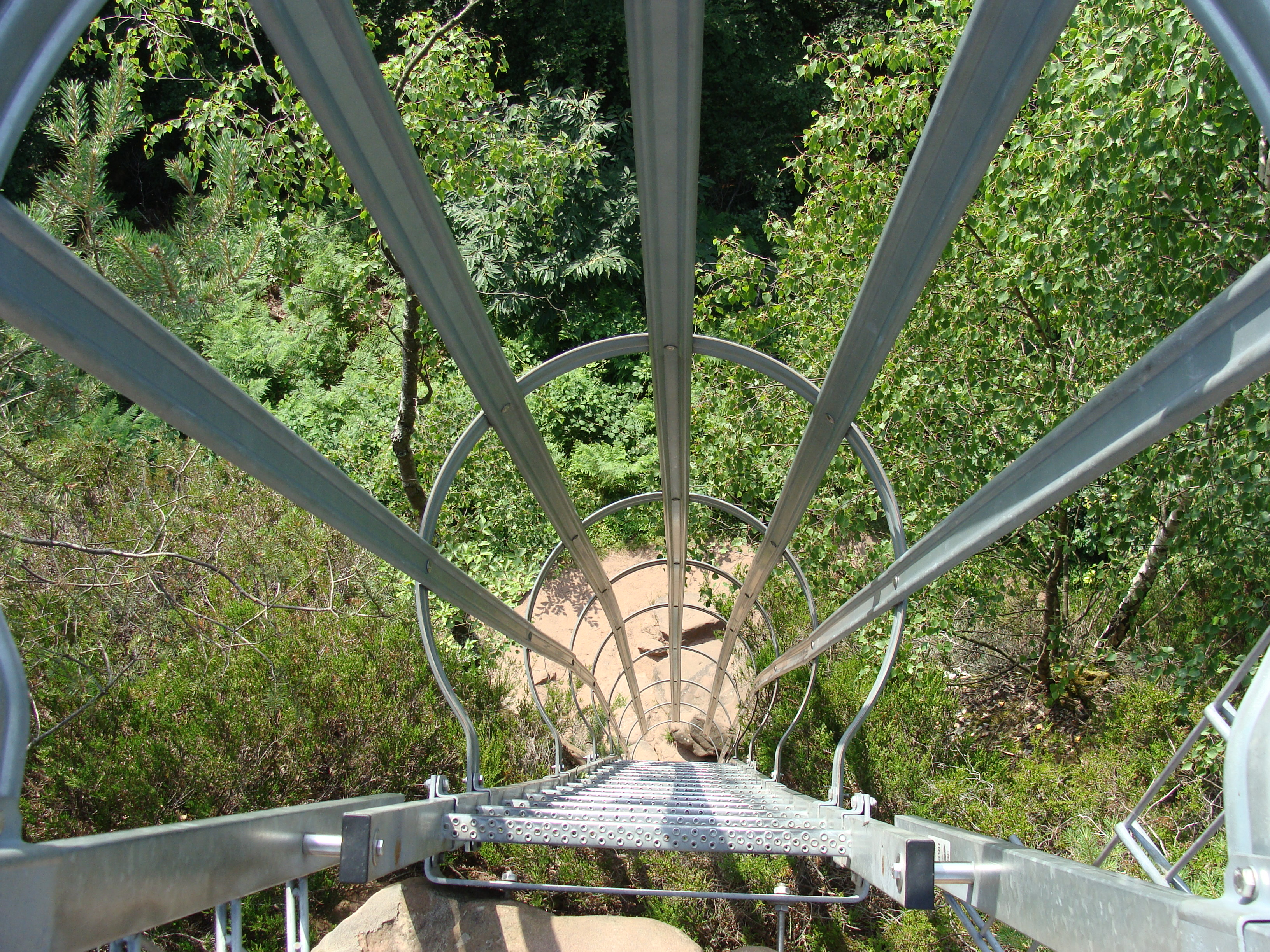
Aufstieg
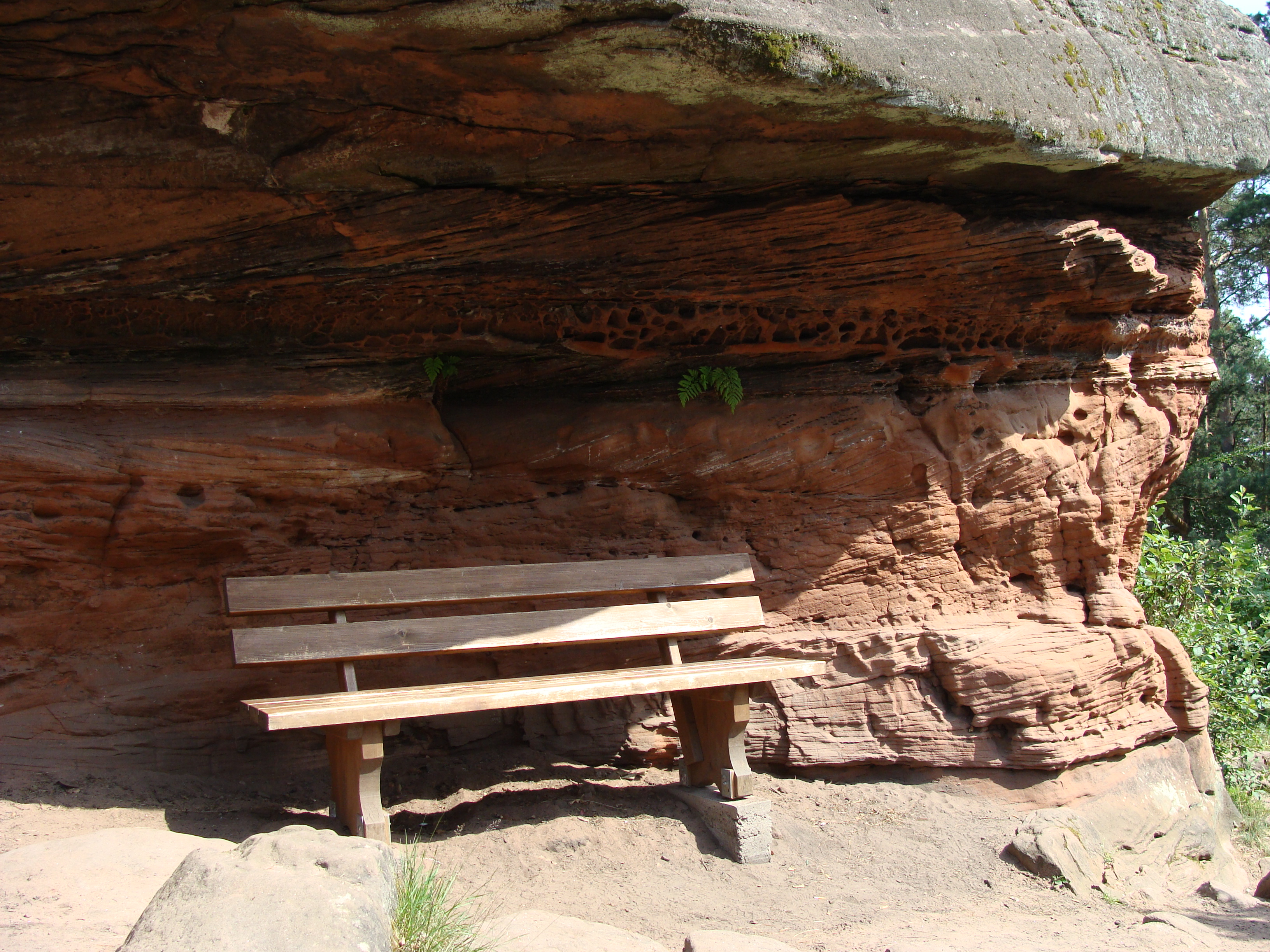
Felsenbasis mit Alveolarverwitterung